# Fordiophyton longipes
Fordiophyton longipes là một loài thực vật có hoa trong họ Mua. Loài này được Y.C. Huang ex C. Chen mô tả khoa học đầu tiên năm 1979.